# Stephan Möller-Titel
Stephan Möller-Titel (* 20. Mai 1977 in Crivitz, DDR) ist ein deutscher Schauspieler und Musiker.

## Leben
Stephan Möller-Titel wuchs nach der Ausreise aus der DDR in der Hansestadt Hamburg auf, wo er 1997 Abitur machte. Seine Ausbildung zur Schauspielkunst erhielt er von 1999 bis 2003 an der Hochschule für Musik und Theater „Felix Mendelssohn Bartholdy“ Leipzig.
2001 stand er im Rahmen seines Studiums am Studio des Nationaltheater Weimars auf der Bühne. Hier arbeitete er beispielsweise mit Regisseuren wie Katja Paryla, Alexander Lang oder auch mit der Choreografin Susanne Linke zusammen. Noch während des Studiums wurde er Anfang 2003 an das Mecklenburgische Staatstheater Schwerin engagiert, dem er bis 2005 als festes Ensemblemitglied angehörte.
Seit 2005 arbeitet er freischaffend als Schauspieler an verschiedenen Bühnen sowie bei Film und Fernsehen. Er hatte anschließend zunächst Theaterengagements am Jungen Theater Bremen und auf Kampnagel Hamburg. 2008 und 2010 gastierte er beim Sommertheater Dresden in Inszenierungen von Peter Förster. In der Folgezeit hatte er weitere Theaterengagements an Bühnen in Hamburg, Bremen und Niedersachsen. In der Spielzeit 2014/15 gastierte er am Staatstheater Oldenburg mit dem Solo-Stück Gullivers Reisen.
2008 war er in dem Kinofilm Der Baader Meinhof Komplex (Regie: Uli Edel) zu sehen. Eine durchgehende Serienrolle hatte er 2012/13 in der Comedy-Serie Die LottoKönige. Er spielte den Polen Marek Kowalski, der als Kfz-Mechaniker in einer Autowerkstatt arbeitet und Mitglied im Dart-Verein ist. Er war in der Serie eine Art „Mädchen für alles“, der sich seine Dienste gerne schwarz unter der Hand bezahlen lässt. In der ARD-Vorabendserie Ein Fall von Liebe (2014) hatte er eine Episodenhauptrolle als Vater, der seinen leiblichen Sohn verleugnet. In der 8. Staffel der TV-Serie Morden im Norden (2022) übernahm er eine Episodenhauptrolle als Handelsvertreter und Familienvater, der mit zwei Familien lebt.
Ebenso arbeitet er als Musiker. Schon während der Schulzeit in Hamburg spielte Stephan Möller-Titel in verschiedenen Bandprojekten. 2004 gründete er die Hamburger Indie-Pop-Band Leilanautik, in der er als Gitarrist und Sänger aktiv ist. 2008 entstand das deutschsprachige Singer/Songwriter-Duo Sasa & der Bootsmann.
Möller-Titel lebt in Hamburg.

## Theater (Auswahl)

### Nationaltheater Weimar
- 2001–2003: Orestie (Rolle: Agamemnon); Regie: Katja Paryla
- 2001–2003: Lulu (Rolle: Mr. Hopkins); Tanzchoreographie: Susanne Linke, Regie: Stephan Märki
- 2001–2003: Der Zauberer von Oz von L. Frank Baum (Rolle: Oz); Regie: Katja Paryla
- 2001–2003: King Lear (Rolle: König von Frankreich); Regie: Alexander Lang

### Staatstheater Schwerin
- 2003–2005: Kasimir und Karoline (Rolle: Schürzinger); Regie: Ralph Reichel
- 2003–2005: Die Möwe (Rolle: Kostjas Erbe); Regie: Peter Dehler
- 2003–2005: Der Streit (Rolle: Azor); Regie: Markus Wünsch
- 2003–2005: Cabaret (Rolle: Ernst Ludwig); Regie: Peter Dehler
- 2003–2005: The Rocky Horror Show (Rolle: Brad Majors); Regie: Ralph Reichel
- 2003–2005: Emilia Galotti (Rolle: Graf Appiani); Regie: Ralph Reichel
- 2003–2005: We Are Camera von Fritz Kater (Rolle: John); Regie: Tobias Voigt/Peter Dehler
- 2003–2005: Ladies Night von Anthony McCarten (Rolle: Mike); Regie: Peter Dehler

### Sommertheater Dresden
- 2008: Der heimliche Gral – Die Nibelungen von Peter Förster (Rolle: König Gunther); Regie: Peter Förster
- 2010: Der fliehende Holländer – Ein Shakespeare von Wagner von Peter Förster (Rolle: Richard Wagner); Regie: Peter Förster

### Engagements ab 2010
- 2010–2011: Lichthof Hamburg, Schauspielhaus Hamburg: Brave New Age, UA (Rolle: Adam); Regie: Gero Vierhuff
- 2010–2013: Lichthof Hamburg, TfN Hildesheim, Theaterdiscounter Berlin: Hundstage, UA (Rolle: Sonny); Regie: Gero Vierhuff
- 2011–2012: Lichthof Hamburg, TfN Hildesheim, Theaterdiscounter Berlin: Lauschangriff, UA (Rolle: Harry); Regie: Gero Vierhuff
- 2012–2014: Schwankhalle Bremen, diverse Festivals: Krieg – Stell dir vor, er wäre hier von Janne Teller (Solo); Regie: Kristina Brons
- 2013–2015: Schwankhalle Bremen: Monarch von Manfred Stelzer (Rolle: Monarch); Regie: Kristina Brons
- 2014–2015: Staatstheater Oldenburg, Ohnsorg-Theater Hamburg: Gullivers Reisen nach Jonathan Swift (UA) (Solo); Regie: Gero Vierhuff

## Filmografie (Auswahl)
- 2005: Polizeiruf 110 – Resturlaub (Fernsehreihe; Regie: Hannu Salonen)
- 2006: Ich Narr des Glücks – Heinrich Heine (Fernsehfilm; Regie: Gordian Maugg)
- 2007: Einsatz in Hamburg – Die letzte Prüfung
- 2007: Mütter, Väter, Kinder (Fernsehfilm; Regie: Stephan Wagner)
- 2007: Post Mortem (Fernsehserie; Folge: Hundefutter, Regie: Thomas Jauch)
- 2007: Caspar David Friedrich (Fernsehfilm; Regie: Thomas Frick)
- 2008: Der Baader Meinhof Komplex (Kinofilm; Regie: Uli Edel)
- 2008: Stimmen (Kurzfilm; Regie: Klaus Gregor Eichhorn)
- 2009: krimi.de (Fernsehserie; Folge: Finderlohn, Regie: Stephan Rick)
- 2011: Tatort – Borowski und die Frau am Fenster (Fernsehreihe; Regie: Stephan Wagner)
- 2012: Stralsund – Blutige Fährte (Fernsehreihe; Regie: Martin Eigler)
- 2012–2013: Die LottoKönige (Fernsehserie; Regie: Dominic Müller)
- 2013: 14 – Tagebücher des Ersten Weltkriegs (Doku/Dramaserie; Regie: Jan Peter)
- 2013: Großstadtrevier (Fernsehserie; Folge: Fracht aus Abidjan, Regie: Philipp Osthus)
- 2014: Der Knastarzt (Fernsehserie; Folge: Geiselnahme, Regie: Alexander Sascha Thiel)
- 2014: Ein Fall von Liebe (Fernsehserie; Folge: Vater und Sohn, Regie: Alexander Sascha Thiel)
- 2015: SOKO Wismar (Fernsehserie; Folge: Die kleine Meerjungfrau, Regie: Oliver Dommenget)
- 2015: Die Pfefferkörner (Fernsehserie; Folge: Geraubte Kunst, Regie: Andrea Katzenberger)
- 2016: SOKO Köln (Fernsehserie; Folge: Verhängnisvolles Date, Regie: Alexander Sascha Thiel)
- 2016: SOKO Leipzig (Fernsehserie; Folge: Wunschkind, Regie: Sven Fehrensen)
- 2018: Heldt (Fernsehserie; Folge: Carlo, Regie: Alexander Sascha Thiel)
- 2018: SOKO Leipzig (Fernsehserie; Folge: Missing in Action, Regie: Soleen Yusef)
- 2018: Krieg der Träume (TV-Doku-Serie; Regie: Jan Peter, Frédéric Goupil)
- 2018: Großstadtrevier (Fernsehserie; Folge: Der Neue mit „T“, Regie: Félix Koch)
- 2019: Tatort – Borowski und das Glück der Anderen (Fernsehreihe, Regie: Andreas Kleinert)
- 2020: SOKO Köln (Fernsehserie; Folge: Techtelmechtel, Regie: Christoph Heininger)
- 2021: Gieselmann (Kurzfilm, Regie: Rainer Bärensprung, Robin Epkenhans)
- 2022: Morden im Norden (Fernsehserie; Folge: Liebeslügen, Regie: Christoph Eichhorn)
- 2022: Die Kanzlei (Fernsehserie; Folge: Spurlos, Regie: Dirk Pientka)
- 2023: Notruf Hafenkante (Fernsehserie; Folge: In deinem Schatten, Regie: Gudrun Scheerer)
- 2023: SOKO Leipzig (Fernsehserie; Folge: Aus deutschen Landen, Regie: Herwig Fischer)
- 2025: In aller Freundschaft (Fernsehserie; Folge: Was morgen ist, Regie: Mathias Luther)

## Musik
Diskographie
- 2014: Sasa & der Bootsmann • Nimm Alles (Rhinozorro Records)
- 2010: Leilanautik • Unser schöner Realismus (Rhinozorro Records)
- 2009: Sasa & der Bootsmann • Wenn du bleibst (Rhinozorro Records)
- 2006: Leilanautik • Bunte Jahre (Rhinozorro Records/Rough Trade)

Singles/EPs
- 2010: Leilanautik • Müssen wir die Welt alleine retten (Rhinozorro Records)
- 2004: Leilanautik • Die Welt in drei Zeilen (Rhinozorro Records)